# مرسيدس بينتو
مرسيدس بينتو (بالإسبانية: Mercedes Pinto)‏ هي صحفية وكاتبة مسرحية وكاتِبة وشاعرة إسبانية، ولدت في 12 أكتوبر 1883 في تنريفي في إسبانيا، وتوفيت في 21 أكتوبر 1976 في مدينة مكسيكو في المكسيك.

## روابط خارجية
- مرسيدس بينتو على موقع IMDb (الإنجليزية)
- مرسيدس بينتو على موقع قاعدة بيانات الفيلم (الإنجليزية)